# 布鲁诺·冈茨

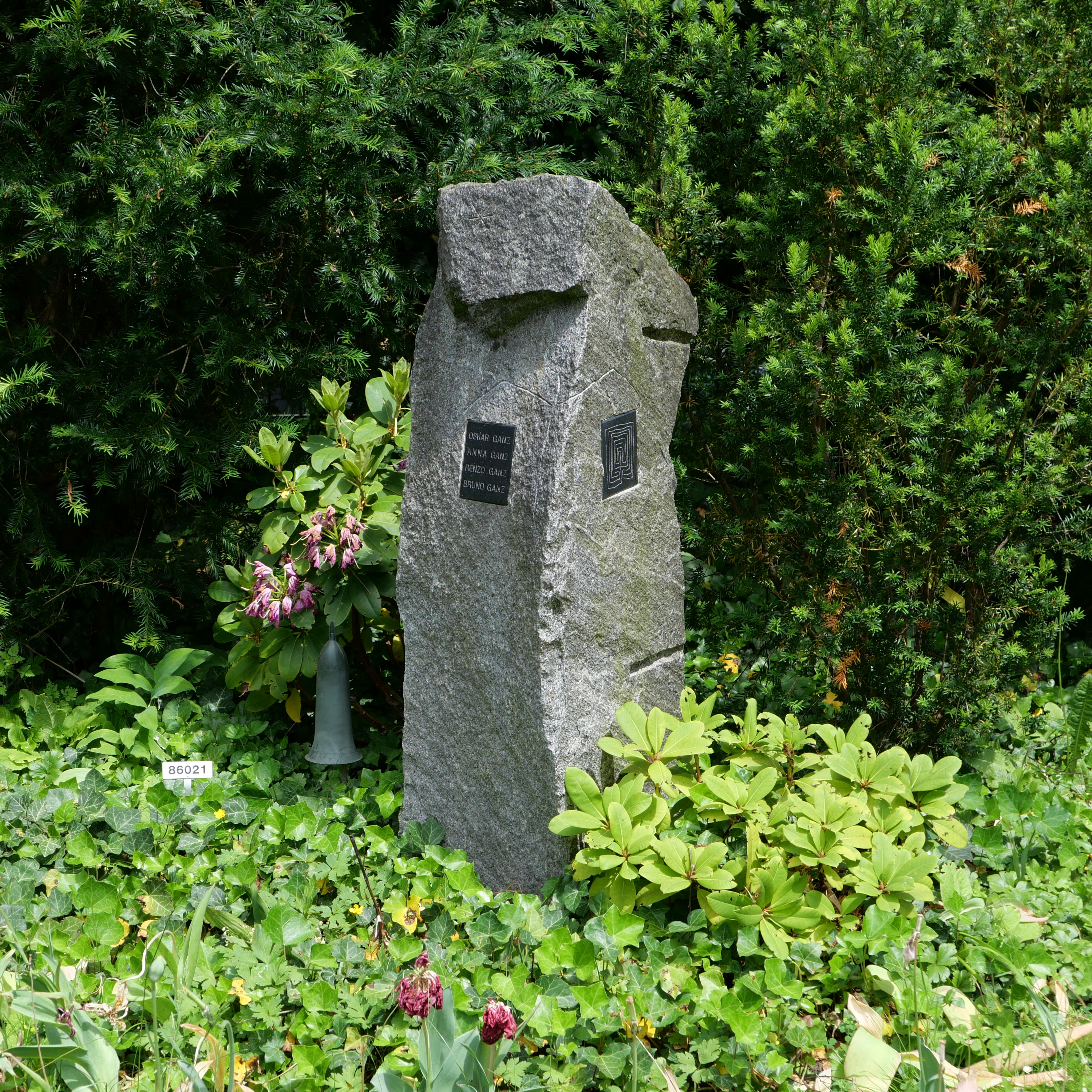
冈茨、他的兄弟伦佐和他们的父母安娜和奥斯卡在苏黎世公墓修复的坟墓。

布鲁诺·冈茨（德語： 德語發音ⓘ，1941年3月22日—2019年2月16日），出生於瑞士蘇黎世，电影演員。他曾出演电影《柏林苍穹下》（德語：Der Himmel über Berlin）的主角，并在2004年电影《帝國毀滅》（德語：Der Untergang）中饰演了希特勒一角。
2019年2月16日，布鲁诺·冈茨因大腸癌晚期在韋登斯維爾的家中逝世，享壽77岁。

## 早期生活
冈茨出生于苏黎世，父亲是瑞士工厂工人，母亲來自意大利北部。他进入大学时决定从事演艺事业。他同样被舞台和银幕所吸引，但最初在舞台上取得了更大的成功。

## 事业

### 舞台生涯
冈茨于1961年首次登台演出，在接下来的20年里，他主要致力于舞台演出。1970年，他帮助建立了柏林夏恩乐团，两年后，在克劳斯·佩曼的指导下，冈茨在托马斯·伯恩哈德的《无知与华辛尼格》的萨尔茨堡音乐节首映式上演出。
德国杂志剧院heute在1973年宣布他为年度最佳演员，巩固了冈茨作为舞台演员的声誉。冈茨最苛刻的舞台表演之一是彼得·斯特林在2000年制作的歌德的《浮士德》（第一部分和第二部分）中的主角。他在排练时受伤，这是因为Ch推迟了他开始担任该角色的时间他还担任古典音乐作品的演讲者，包括1993年与柏林爱乐管弦乐队合作录制的路易吉·诺诺的《伊尔·坎托·索比索》。

### 电影生涯
1960年，冈茨在《黑德比》中获得了他的第一个电影角色，即《施瓦岑·梅隆》。尽管得到了男主角古斯塔夫·克努兹的支持，但冈茨的电影处女作并不是特别成功，直到多年后，他的电影生涯才开始起步。冈茨在1976年的电影《Sommerg_ste》中取得了重大突破，并在欧洲和美国受到了廣泛认可。他曾与沃纳·赫尔佐格和维姆·温德斯等德国新电影的几位导演合作，也曾与艾里克·罗侯麦尔和弗朗西斯·福特·科波拉等国际导演合作。1977年，他与丹尼斯·霍珀共同主演了温德斯的《美国朋友》，这部改编自帕特丽夏·海史密斯的小说《雷普雷的游戏》，他在电影中饰演一位病危的父亲，并被聘为职业杀手。1979年，他与克劳斯·金斯基在赫尔佐格的《夜幕幻影：纳赫特幻影》中演对手戏。冈茨也在1978年的惊悚片《这个男孩来自巴西》中扮演了劳伦斯·奥利维尔爵士（LaurenceOlivier）对面的一位教授，讲述纳粹逃亡者的故事。
1987年，冈茨第一次在维姆·温德斯的《柏林苍穹下》中扮演了天使达米尔。之后他在《遥远，又如此近！》中重演了这个角色。1993年，冈茨以大屠杀幸存者和警察侯瑞斯特·赫尔欧德的身份出现在《读者》杂志上。2011年，他在《狙擊陌生人》中扮演了连姆·尼森的对手。在冈茨后来的角色里，包括有文学改编版《海蒂和爺爺》（2015年）中的祖父，萨莉·波特的《派对》（2017年）中的伪科学治疗师，以及拉尔斯·冯·提尔的《傑克蓋的房子》（2018年）。
冈茨在《帝国的毁灭》（2004年）中饰演了纳粹德国元首阿道夫·希特勒，由于冈茨在片中演技出色，受到了国际的广泛赞誉。

## 電影作品列表
- 《傑克蓋的房子》 The House That Jack Built (2018)
- 《海蒂和爺爺》 Heidi (2015)
- 《最後的正義》 Michael Kohlhaas  (2013)
- 《玩命法則》The Counselor (2013)
- 《狙擊陌生人》 Unknown  (2011)
- 《讀愛》 The Reader  (2008)
- 《想飛的鋼琴少年》 Vitus (2006)
- 《帝國毀滅》 Der Untergang  (2004)
- 《戰略迷魂》 The Manchurian Candidate (2004)
- 《馬丁路德》 Luther (2003)
- Behind Me - Bruno Ganz (2002)
- Epsteins Nacht (2002)
- Johann Wolfgang von Goethe: Faust (2001)
- 《緣來我可以》 Pane e Tulipani (2000)[16]
- 《永恆與一天》 Eternity And A Day (1998)
- 《咫尺天涯》 In weiter Ferne, so nah! (1993)
- 《無吊帶上裝》 Strapless (1989)
- 《柏林蒼穹下》 Der Himmel über Berlin  (1987)
- 《诺斯费拉图：夜晚的幽灵》Nosferatu: Phantom der Nacht (1979)
- 《納粹大謀殺》 The Boys from Brazil  (1978)
- 《美國朋友》 Der amerikanische Freund (1977)
- 《O女侯爵》 Die Marquise von O... (1976)

## “元首的愤怒”
由於《帝国的毁灭》（德語：Der Untergang）中岡茨飾演的希特拉在元首的憤怒的形象給觀眾留下深刻印象。電影的這一幕自2007年起成為被二创、鬼畜的對象，创作者保留德語原聲再配上不同的台詞（但台词翻译多半不正确，故俗称“万能德语”），有时会使用片段中的地图。部分创作者會以這些片段諷刺時弊，如在香港不能取消有線電視帳戶、盲搶鹽事件、德國隊在2018年世界杯分組賽輸給韓國隊等。也可以用其他方式创作，如将台词用谷歌翻译20次。